# Sopelana (stacja metra)
Sopelana – stacja metra w Bilbao, na linii 1. Obsługiwana przez Bizkaiko Garraio Partzuergoa. Znajduje się w gminie Sopelana.